# Červený Kameň (Ilava)
Červený Kameň je naseljeno mjesto u okrugu Ilava u  Trenčínskom kraju u Slovačkoj.

## Stanovništvo
| Godina:     | 1993. | 2003.   | 2013.   | 2023.   |
| ----------- | ----- | ------- | ------- | ------- |
| Broj ljudi: | 808   | 757     | 699     | 637     |
| Razlika:    |       | -6,31 % | -7,66 % | -8,86 % |

| Godina:     | 2022. | 2023.   |
| ----------- | ----- | ------- |
| Broj ljudi: | 642   | 637     |
| Razlika:    |       | -0,77 % |

Prema podacima o broju stanovnika iz 2023. godine naselje je imalo 637 stanovnika.

## Vanjske poveznice
|  | Zajednički poslužitelj ima još gradiva o temi Červený Kameň (Ilava) |

- Službena stranica naselja (sl.)